# Muanda
Muanda ist eine Stadt mit ca. 50.000 Einwohnern an der Küste des Atlantik im äußersten Westen der Demokratischen Republik Kongo.

## Geografie
Muanda liegt nordwestlich  der Mündung des Kongo in der Provinz Kongo Central ca. 10 km von der der kleinen Hafenstadt Banana entfernt. Der Flughafen hat den IATA-Flughafencode FZAG. Die geografische Lage von Muanda ist 5° 55′ 51 S und 12° 21′ 6 E.

## Geschichte
Zum Stadtgebiet von Muanda gehört auch der Flughafen von Kitona, der nach dem Zweiten Weltkrieg von den Belgischen Streitkräften als Militärstützpunkt ausgebaut wurde. Der Stützpunkt hatte während der Kongokrise der Jahre 1960 bis 1965 eine große Bedeutung. Muanda wurde während des Zweiten Kongokriegs von angolanischen Truppen erobert und so für das Herrschaftsgebiet des kongolesischen Präsidenten Laurent-Désiré Kabila gesichert.

## Tourismus
Die Strände von Muanda bieten heute nur noch geringe touristische Möglichkeiten. Das einzige Hotel war 2012 über 50 Jahre alt und heruntergewirtschaftet.